# Criptografia baseada em emparelhamento
A criptografia baseada em emparelhamento é o uso de um emparelhamento [en] entre elementos de dois grupos criptográficos para um terceiro grupo com um mapeamento {\displaystyle e:G_{1}\times G_{2}\to G_{T}} para construir ou analisar sistemas criptográficos.

## Definição
A seguinte definição é comumente usada na maioria dos artigos acadêmicos.
Seja {\displaystyle F_{q}} um campo finito sobre o primo {\displaystyle q}, {\displaystyle G_{1},G_{2}} dois grupos cíclicos aditivos de ordem principal {\displaystyle q} e {\displaystyle G_{T}} outro grupo cíclico de ordem {\displaystyle q} escrito multiplicativamente. Um par é um mapa :{\displaystyle e:G_{1}\times G_{2}\rightarrow G_{T}}, que satisfaz as seguintes propriedades:
Bilinearidade [en]{\displaystyle \forall a,b\in F_{q}^{*},P\in G_{1},Q\in G_{2}:\ e\left(aP,bQ\right)=e\left(P,Q\right)^{ab}}
Não degenerescência{\displaystyle e\neq 1}
ComputabilidadeExiste um algoritmo eficiente para calcular {\displaystyle e}.

## Classificação
Se o mesmo grupo for usado para os primeiros dois grupos (ou seja, {\displaystyle G_{1}=G_{2}}), o emparelhamento é denominado simétrico e é um mapeamento de dois elementos de um grupo para um elemento de um segundo grupo.
Alguns pesquisadores classificam as instanciações de emparelhamento em três (ou mais) tipos básicos:
1. {\displaystyle G_{1}=G_{2}};
2. {\displaystyle G_{1}\neq G_{2}} mas há um homomorfismo eficientemente computável {\displaystyle \phi :G_{2}\to G_{1}};
3. {\displaystyle G_{1}\neq G_{2}} e não há homomorfismos eficientemente computáveis entre {\displaystyle G_{1}} e {\displaystyle G_{2}}.[2]

## Uso em criptografia
Se simétricos, os pares podem ser usados para reduzir um problema difícil em um grupo a um problema diferente, geralmente mais fácil em outro grupo.
Por exemplo, em grupos equipados com um mapeamento bilinear [en], como o emparelhamento Weil [en] ou o emparelhamento de Tate [en], as generalizações do problema computacional Diffie–Hellman são consideradas inviáveis, enquanto o problema de Diffie-Hellman decisional [en] mais simples pode ser facilmente resolvido usando a função de emparelhamento. O primeiro grupo é às vezes chamado de Grupo Gap devido à diferença de dificuldade assumida entre esses dois problemas no grupo.
Embora usado pela primeira vez para criptoanálise, os emparelhamentos também foram usados para construir muitos sistemas criptográficos para os quais nenhuma outra implementação eficiente é conhecida, como criptografia baseada em identidade ou esquemas de criptografia baseada em atributos [en].
A criptografia baseada em emparelhamento é usada no esquema de confirmação criptográfica KZG [en].
Um exemplo contemporâneo de uso de pares bilineares é exemplificado no esquema de assinatura de Boneh–Lynn–Shacham [en].
A criptografia baseada em emparelhamento depende de suposições de dureza separadas, por exemplo, do problema do logaritmo discreto da curva elíptica, que é mais antigo e tem sido estudado por um longo tempo.

## Criptoanálise
Em junho de 2012, o Instituto nacional de tecnologia da informação e comunicação (NICT) [en], a universidade Kyushu e os Laboratórios da Fujitsu [en] aprimoraram o limite anterior para calcular com sucesso um logaritmo discreto em uma curva elíptica supersingular [en] de 676 bits para 923 bits.